# Indé
Indé är en kommun i Mexiko.   Den ligger i delstaten Durango, i den centrala delen av landet, 900 km nordväst om huvudstaden Mexico City.
Följande samhällen finns i Indé:
- La Puerta de Cabrera
- Rancho Nuevo
- La Loma
- San Antonio del Cuervo